# Stenodactylus stenurus
Espèce
Stenodactylus stenurus est une espèce de geckos de la famille des Gekkonidae.

## Répartition
Cette espèce se rencontre en Algérie, en Tunisie et en Libye.

## Publication originale
- Werner, 1899 : Allerlei aus dem Kriechtierleben in Käfig Il. Zoologische Garten, Frankfurt am Main, vol. 40, p. 12-24.